# Didim
Didim este un oraș din Turcia.